# Tịnh Bình
Tịnh Bình là một xã thuộc huyện Sơn Tịnh, tỉnh Quảng Ngãi, Việt Nam.
Xã Tịnh Bình có diện tích 25,2 km², dân số năm 1999 là 11219 người, mật độ dân số đạt 445 người/km².